# Manuel Valls i Galfetti
Manuel Carlos Valls i Galfetti (Horta, Barcelona, 13 d'agost de 1962) és un polític francoespanyol de nacionalitat francesa i d'ascendència catalana i suïssa. Fou primer ministre de França entre 2014 i 2016, com a membre del Partit Socialista.
Assessor dels primers ministres socialistes Michel Rocard i Lionel Jospin, el 2001 va ser elegit alcalde d'Évry. Va ser també diputat a l'Assemblea Nacional per la primera circumscripció d'Essonne, des de 2002.
Del 16 de maig de 2012 al 31 de març de 2014 va ser ministre de l'Interior en el govern de Jean-Marc Ayrault. El 2011 es va presentar a les eleccions primàries del PS per a les eleccions presidencials de l'any següent. En resultar el menys votat en la primera volta de les primàries del PS, va anunciar el seu suport a la candidatura de François Hollande, qui es va convertir finalment en president de la República. Valls va ocupar el càrrec de primer ministre des del 31 de març de 2014 fins al 6 de desembre de 2016, essent succeït per Bernard Cazeneuve.
És sovint considerat a França com a representant de l'ala social-liberal del Partit Socialista Francès, compartint semblances amb l'estil escandinau socialdemòcrata i el blairisme.

## Joventut i estudis
Manuel Valls va néixer a Barcelona el 13 d'agost de 1962 al si d'una família d'arrel burgesa implantada a París. El seu avi Magí Valls havia creat la Banca Ponsà i Valls i va ser alhora escriptor, formant part del moviment intel·lectual catalanista del començament del segle xx. Son pare, Xavier Valls (barri d'Horta, ciutat de Barcelona, 18 de setembre de 1923 - Barcelona, 17 de setembre de 2006), artista pintor que va emigrar a França a finals dels anys 40 i es va casar amb una suïssa italianòfona, Luisangela Galfetti (germana de l'arquitecte Aurelio Galfetti).
Manuel va estudiar història a la Universitat Paris-1 Panthéon-Sorbonne, on es va sumar a les xarxes de Michel Rocard. Perfectament quadrilingüe (francès, català, castellà i italià), és pare divorciat amb quatre fills, i va viure amb la violinista Anne Gravoin (primer premi de violí i de música de cambra del Conservatori de París) fins al febrer del 2018.

## Carrera
Fet inusual entre la classe política francesa, Manuel Valls, nascut a Barcelona el 1962, va aconseguir la ciutadania francesa el 1982 per naturalització. Entre 1983 i 1986 va estar vinculat a Robert Chapuis, diputat de l'Ardecha. El 1988 va succeir a Henri Kaminska al capdavant del Partit Socialista a Argenteuil-Bezons. Va treballar com a assessor en matèria de joventut per al primer ministre Michel Rocard des de 1988 a 1991. Als 24 anys va ser escollit al Consell regional de l'Illa de França, del qual va arribar a ser el primer vicepresident. Va esdevenir secretari nacional de comunicació del Partit Socialista Francès i també primer secretari de la federació de Val-d'Oise. Assessor de comunicació del primer ministre Lionel Jospin des de 1997 fins a 2001, es va encarregar de la comunicació i la premsa al seu gabinet.
Al març de 2001 va ser escollit alcalde d'Évry (Essonne) i al juny de 2002 diputat per la circumscripció d'Essonne per a la legislatura 2002-2007. L'any 2007 va ser reelegit amb el 60,12% dels vots. A partir d'aquell moment va advocar per una refundació del Partit Socialista i un canvi de nom. Suposadament, el 2007 va refusar formar part del govern d'"obertura" de Nicolas Sarkozy. El 2008 va ser reelegit alcalde d'Évry.
Va ser un dels homes de confiança de François Hollande. El 31 de març de 2014 va dimitir en bloc el govern de Govern Jean-Marc Ayrault, després que en les eleccions municipals va perdre l'administració en unes 155 ciutats i es va posicionar al segon lloc per darrere de la Unió per a un Moviment Popular (UMP), fet que provocà l'especulació de diversos mitjans francesos sobre el nomenament de Manuel Valls com a nou primer ministre de França. Aquesta especulació es va veure confirmada el mateix dia quan el president de la República va anunciar en una al·locució televisada que li encarregava formar govern.

### Primer ministre
L'1 d'abril de 2014 va prendre possessió com a 21è primer ministre de la cinquena república amb un govern de coalició de Partit Socialista (PS), Partit Radical d'Esquerra (PRG), Walwari i Cap sur l'avenir (CSA), mentre François Hollande n'era el president.
Valls va dimitir el 25 d'agost de 2014 per permetre'n una remodelació del Gabinet en un context de desavinences al PS, incorporant Parti Écologiste (PÉ) al nou govern. El 27 de gener de 2016 la ministra de Walwari va abandonar el Govern, i l'11 de febrer també van abandonar el govern dos ministres del PÉ.
El seu govern va experimentar diverses dificultats polítiques, sobretot amb l'augment de l'atur, les protestes pel dret laboral i la lluita contra el terrorisme islamista, que va fer l'atemptat contra Charlie Hebdo i els atemptats de París del 13 i 14 de novembre, amb més d'un centenar de persones mortes
Valls va dimitir el 6 de desembre de 2016 per preparar la seva candidatura a les eleccions presidencials franceses de 2017 sent rellevat per Bernard Cazeneuve. Després de donar suport a Emmanuel Macron quan va perdre les eleccions primàries socialistes contra Benoît Hamon en 2017 va abandonar el Grup Socialista a l'Assemblea Nacional i es va integrar dins del grup parlamentari de La République en marche !.

### Política local a Barcelona
Postulat el 2018 com a aspirant a l'alcaldia de Barcelona, al capdavant d'una candidatura per a les eleccions municipals de 2019 anomenada «Barcelona Capital Europea», el 2 d'octubre de l'any esmentat va acomiadar de la vida pública francesa i va procedir a la seva renúncia com a diputat amb un discurs a l'Assemblea Nacional.
Cap de llista de la candidatura finalment anomenada Barcelona pel Canvi-Ciutadans a les eleccions municipals del 26 de maig a Barcelona, la formació política va obtenir 6 regidors al ple de l'Ajuntament de Barcelona.
El 14 de maig de 2020 el govern francès fou condemnat pel Cas Hirtu, cas que es remuntava a l'any 2013 quan Manuel Valls era Ministre de l'Interior de França. El Tribunal Europeu de Drets Humans (TEDH) condemnà el govern francès per l'evacuació forçosa l'abril de 2013 d'un campament de gitanos als afores de París que s'havia establert allà l'octubre de 2012 arran del desmantellament d'un campament anterior. La sentència afirmà que s'havia vulnerat l'article 8 (dret al respecte de la seva vida privada i familiar, del seu domicili i de la seva correspondència) i 13 (dret a un recurs efectiu davant una instància nacional) del Conveni Europeu de Drets Humans, i condemnava també l'estat francès a pagar una indemnització de 7.000 euros per cadascun dels demandants per danys morals, i 7.900 euros per les despeses judicials.
En una entrevista per la revista de tendència d'extrema-dreta Valeurs actuelles el juny de 2020 en la qual se li preguntà per la mort d'Adama Traoré (un jove francès de família maliana que va morir en presó preventiva després de ser retingut i pres per la policia), Manuel Valls declarà que «la lògica de la victimització es veu reforçada gràcies als vincles entre el moviment indigenista i una part de l'esquerra» i que «la lluita de classes desapareixia a favor de la confrontació, de la guerra entre 'races'». A més també negà que es pogués parlar del «privilegi blanc» a França, contraposant-ho als Estats units, i afirmant que la República francesa "«ja va abolir l'esclavitud el 1848» tot i que França sí que tingués segons declaracions seves un passat en la història de la colonització.
El setembre de 2021, en un programa de televisió matinal francès presentat per Apolline de Malherbe, l'exregidor de l'ajuntament de Barcelona Manuel Valls proposà "arrasar" els barris perifèrics de Marsella i "repoblar-los", per tal de "combatre" la pobresa, la desigualtat, la violència i la inseguretat d'aquells barris:
| «                                                                         | (francès) Les quartiers, je pense à la Castellane, (...) sont au cœur de cette ville, rien n'a été fait. Si on ne reconstruit pas la ville sur elle-même, (...) si on ne part pas maintenant avec cette idée de tout reconstruire, de repeupler aussi - car si c'est pour tout reconstruire et garder la même pauvreté, les mêmes inégalités, on n'y arrivera pas. Donc ça veut dire qu'il faut que le partenariat entre l'Etat et les élus soit un vrai partenariat. | (català) Els districtes, penso en La Castellane, (...) són al cor d’aquesta ciutat, no s'ha fet res. Si no reconstruïm la ciutat per ella mateixa, (...) si no comencem ara amb aquesta idea de reconstruir-ho tot, de repoblar també, perquè si vol reconstruir-ho tot i mantenir la mateixa pobresa, les mateixes desigualtats, no ho aconseguirem. Per tant, això significa que l'associació entre l'Estat i els càrrecs electes ha de ser una autèntica associació. | » |
| — Manuel Valls al programa l'Apolline Matin de la cadena de televisió RMC | | |   |

«Moi... Manuel Valls», conegut popularment com a «Moi je m'appelle Manuel Valls» (lit. ‘Jo em dic Manuel Valls’) és un gag i una cançó del programa de TV3 Polònia. Parodia el comportament en l'esfera del poder, particularment a l'Ajuntament de Barcelona, de Manuel Valls, interpretat per David Marcé. El gag originà arran d'unes declaracions de Valls al diari espanyol El Mundo a mitjans de maig del 2021 en el qual anunciava que pensava en dimitir i tornar a França ja que se sentia "sobretot francès, en els seus valors i la seva manera de fer política".
Valls va renunciar al seu escó de regidor a l'Ajuntament de Barcelona el 31 d'agost del 2021.

### Retorn a la política francesa
Després del seu breu pas per la política municipal, es va postular com a candidat de La República en Marxa en les eleccions legislatives franceses de 2022. Es va presentar a la circumscripció dels francesos residents a Espanya, Portugal, Andorra i Mònaco i va ser eliminat en la primera volta a causa de la seva «impopularitat».
El 23 de desembre de 2024 fou nomenat Ministre d'Ultramar del govern de François Bayrou. Valls va ser el representant del govern francès en les negociacions amb els representants de Nova Caledònia per la creació d'un estat reconegut dins la constitució francesa.

## Obres
- Les habits neufs de la gauche (en francès).  Éditions Robert Laffont, 2006.
- La laïcité en face (en francès).  Éditions Desclée de Brouwer, 2005. (diàleg amb Virginie Malabard).
- Pour en finir avec le vieux socialisme... et être enfin de gauche (en francès).  Robert Laffont, 2008. (diàleg amb Claude Askolovitch).
- Pas une goutte de sang français. 2021. ISBN 978-2-246-81695-9.